# 茨城県道258号波崎港線

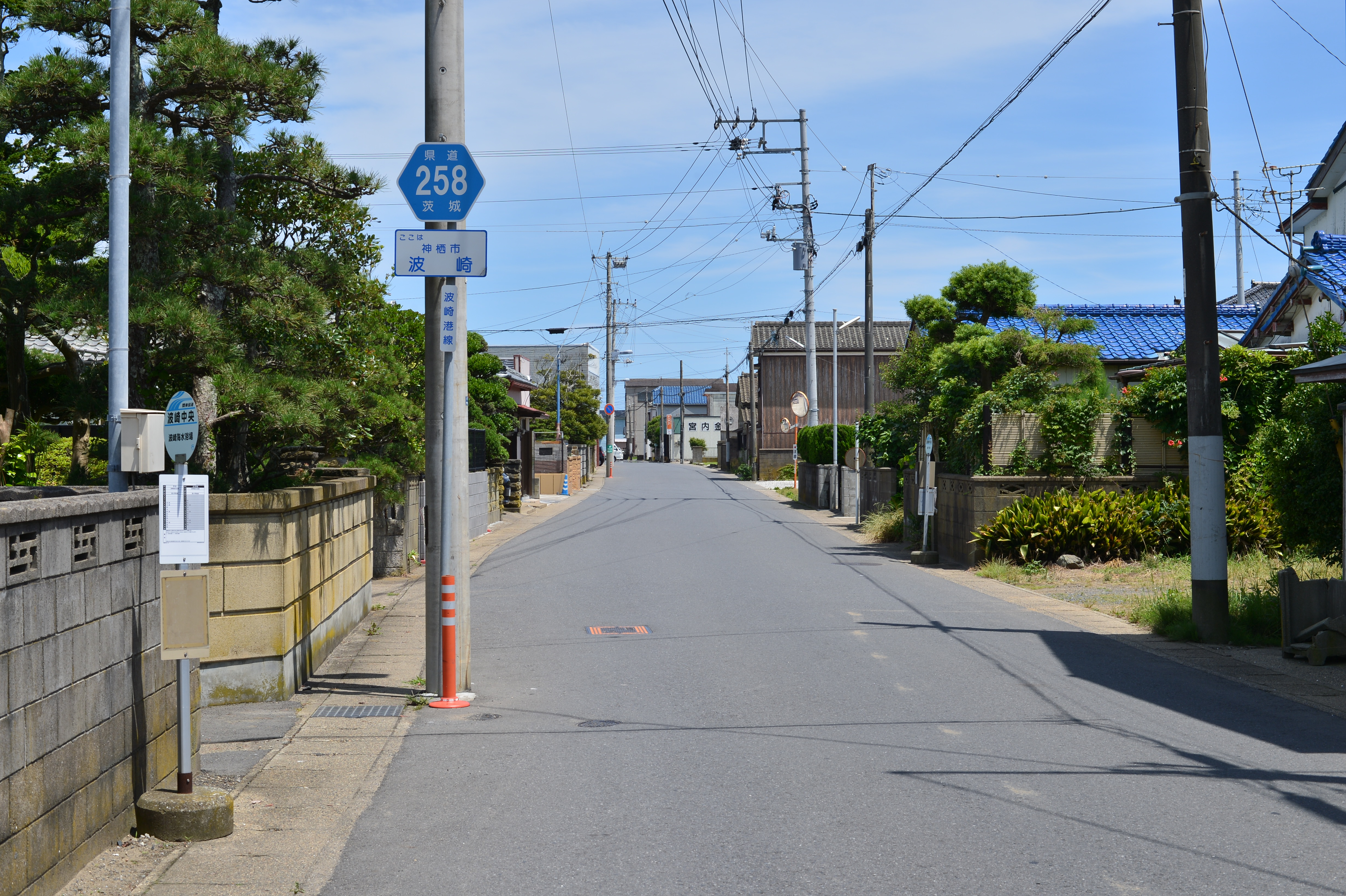
茨城県道258号波崎港線
神栖市波崎（2015年6月）

茨城県道258号波崎港線（いばらきけんどう258ごう はさきこうせん）は、茨城県神栖市内の波崎漁港と連絡する一般県道である。

## 概要
神栖市の波崎市街地内に位置し、茨城県道117号深芝浜波崎線より分岐して波崎港に至る県道路線。起点より約400m程まっすぐに道路をすすむと信号十字路の交差点があり、ここを右折すると利根川左岸の波崎漁港へたどり着く。平坦でやや狭いセンターラインのない1.5車線であるが、路線バスも通る地元では重要な道路である。

### 路線データ
- 起点：茨城県神栖市波崎　波崎港
- 終点：茨城県神栖市波崎（茨城県道117号深芝浜波崎線交点）
- 総延長：0.606 km[1]
- 重用延長：なし[1]
- 未供用延長：なし[1]
- 実延長：0.606 km[1]
- 自動車交通不能区間延長[注釈 1]：なし[1]

## 歴史
1959年（昭和34年）10月14日、新たな県道として鹿島郡波崎町波崎港を起点とし、県道波崎鹿島線（現在の県道深芝浜波崎線にあたる）交点を終点とする区間を本路線とする県道波崎港線として茨城県が県道路線認定した。

### 年表
- 1924年（大正13年）6月19日：現在の路線の前身である息栖銚子線が路線認定される[2]。
- 1959年（昭和34年）10月14日
  - 現在の路線が路線認定される（図面対照番号201）[3]。
  - 道路の区域は、鹿島郡波崎町の波崎港から鹿島郡波崎町の県道波崎鹿島線交点までと決定された[4]。

## 地理

### 通過する自治体
- 茨城県
  - 神栖市

### 交差する道路
- 茨城県道117号深芝浜波崎線（神栖市波崎・起点）

### 沿線
- 波崎漁港